# Élections provinciales de 2024 dans le Sind
Les élections provinciales de 2023 dans le Sind ont lieu le 8 février 2024 afin de renouveler les élus de l'Assemblée provinciale de la province pakistanaise du Sind.
Le scrutin provincial est l'objet d'une intense lutte politique dans le contexte d'une importante crise politique au niveau national, à l'issue de laquelle des élections législatives sont organisées le même jour.

## Contexte

### National
Les élections ont lieu dans le sillage d'une importante crise politique nationale ayant vu la perte du pouvoir par le Premier ministre et dirigeant du Mouvement du Pakistan pour la justice (PTI) Imran Khan, remplacé par le chef de l'opposition Shehbaz Sharif, de la Ligue musulmane du Pakistan (N). La tentative d'Imran Khan de convoquer des élections anticipées avant le vote d'une motion de censure est invalidée par la Cour suprême, ce qui conduit au vote de la motion début avril 2022,.
Les évènements provoquent d'importantes manifestations organisées par Imran Khan, qui reste toujours populaire auprès de larges pans de la population,. Le 3 novembre 2022, il est victime d'une tentative d'assassinat à Wazirabad au cours de laquelle il est blessé par balle à la jambe. Il accuse Shehbaz Sharif d'en être responsable.
Imran Khan ayant été déclaré inéligible après une condamnation pour corruption, la commission électorale exige du PTI la tenue d'élections primaires internes pour le remplacer à la tête du parti. A défaut, le PTI risque alors de perdre son symbole électoral, la Batte de cricket. Or, la possession d'un symbole électoral fait partie des conditions obligatoires pour participer aux législatives. Gohar Khan est élu chef du parti le 3 décembre.
La commission électorale invalide cependant la primaire, empêchant ainsi le parti de participer au scrutin. Le 26 décembre 2023, la Haute Cour de justice de Peshawar suspend la décision de la commission et rétablit le symbole électoral, en attendant un examen sur le fond par la Cour suprême du Pakistan. Rendu le 13 janvier 2024, celui-ci voit la Cour suprême confirmer la décision de la commission électorale. Le PTI est ainsi de facto interdit de concourir, tous ses candidats se voyant contraints de soumettre leur candidature en tant qu'indépendants,. La décision de la cour est décrite par plusieurs experts en droit comme un « coup porté aux droits fondamentaux » et une « une défaite pour les normes démocratiques ».
Entre-temps, le 31 décembre 2023, la commission électorale rejette les candidatures aux législatives d'Imran Khan ainsi que celles de plusieurs dirigeants, sur la base de leurs condamnations par la justice. Le 30 janvier 2024, moins de dix jours avant le scrutin, il est condamné pour divulgation de secrets d'État à dix ans de prison ferme et à cinq ans d'inéligibilité en compagnie de l'ancien ministre des Affaires étrangères et vice-président du PTI Shah Mehmood Qureshi. Le lendemain, il est condamné à 14 ans de prison ferme et à cinq ans d'inéligibilité dans une autre affaire de corruption en compagnie de son épouse.

### Provincial
L'Assemblée provinciale du Sind a été dissoute le 12 août pour permettre la tenue du scrutin en novembre plutôt qu'en octobre, en même temps que les élections législatives pakistanaises de 2023.
Maqbool Baqar est désigné le 15 août 2023 ministre en chef par un accord entre le ministre en chef et le chef de l'opposition sortants du Sind. Le gouvernement est formé le 19 août,.

## Système électoral

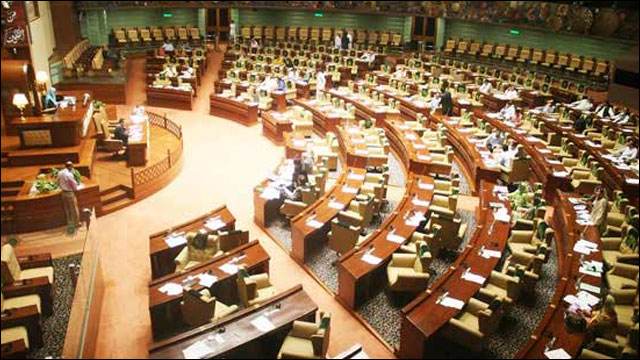
Intérieur de l'Assemblée provinciale à Karachi.

L'Assemblée provinciale du Sind est composée de 168 sièges pourvus pour cinq ans dont 130 au scrutin uninominal majoritaire à un tour. Ces membres élus au scrutin direct élisent à leur tour 29 sièges réservés à des femmes et 9 sièges réservés à des minorités religieuses non-musulmanes. Ces sièges sont répartis à la proportionnelle entre tous les partis ayant remporté un minimum de 5 % des voix au scrutin direct, mais répartis en proportion du nombre de sièges déjà obtenus et non en proportion des voix, de manière à laisser inchangé le résultat du vote populaire,.

## Résultats
| Partis                    | Partis                                   | Votes      | %   | +/- | Sièges | Sièges   | Sièges   | Sièges | Sièges        |  |
| Partis                    | Partis                                   | Votes      | %   | +/- | Élus   | Réservés | Réservés | Total  | +/-           |  |
| Partis                    | Partis                                   | Votes      | %   | +/- | Élus   | Fem.     | Min.     | Total  | +/-           |  |
| ------------------------- | ---------------------------------------- | ---------- | --- | --- | ------ | -------- | -------- | ------ | ------------- |  |
|                           | Parti du peuple pakistanais (PPPP)       |            |     |     | 84     | 21       | 8        | 109    | 11            |  |
|                           | Mouvement Muttahida Qaumi (MQM)          |            |     |     | 28     | 7        | 2        | 37     | 16            |  |
|                           | Indépendants                             |            |     |     | 14     | 0        | 0        | 13     | 14            |  |
|                           | Grande alliance démocratique (GDA)       |            |     |     | 2      | 1        | 0        | 3      | 11            |  |
|                           | Jamaat-e-Islami (JI)                     |            |     | N/a | 2      | 0        | 0        | 2      | 1             |  |
|                           | Jamiat Ulema-e-Islam (JUI-F)             |            |     | N/a | 0      | 0        | 1        | 1      | 1             |  |
|                           | Ligue musulmane du Pakistan (N) (PML(N)) |            |     |     | 0      | 0        | 1        | 1      | 1             |  |
|                           | Tehreek-e-Labbaik Pakistan (TLP)         |            |     |     | 0      | 0        | 0        | 0      | 1             |  |
|                           | Parti national Awami (ANP)               |            |     |     | 0      | 0        | 0        | 0      | en stagnation |  |
|                           | Ligue musulmane du Pakistan (Q) (PML)    |            |     |     | 0      | 0        | 0        | 0      | en stagnation |  |
|                           | Parti baloutche Awami (BAP)              |            |     |     | 0      | 0        | 0        | 0      | en stagnation |  |
|                           | Parti national baloutche (BNP)           |            |     |     | 0      | 0        | 0        | 0      | en stagnation |  |
|                           | Ligue musulmane Awami du Pakistan        |            |     |     | 0      | 0        | 0        | 0      | en stagnation |  |
|                           | Jamhoori Wattan (JWP)                    |            |     |     | 0      | 0        | 0        | 0      | en stagnation |  |
|                           | Autres partis                            |            |     | –   |        |          |          | –      |               |  |
|                           |                                          |            |     |     |        |          |          |        |               |  |
| Votes valides             |                                          |            |     |     |        |          |          |        |               |  |
| Votes blancs et invalides |                                          |            |     |     |        |          |          |        |               |  |
| Total                     | Total                                    |            | 100 | –   | 130    | 29       | 9        | 168    | en stagnation |  |
| Abstention                |                                          |            |     |     |        |          |          |        |               |  |
| Inscrits / participation  | Inscrits / participation                 | 26 994 769 |     |     |        |          |          |        |               |  |

## Suites
Le Parti du peuple pakistanais conserve la majorité absolue des sièges. Plusieurs indépendants, dont un membre du PTI, ont rejoint le PPP.
Le président du GDA, rejette les résultats et annonce que son parti renonce à siéger à l'assemblée provinciale. De son côté, Hafiz Naeemur Rehman (JI), renonce à siéger, affirmant que le véritable vainqueur est le candidat du PTI.
L'Assemblée est inaugurée le 24 février. Le 25 février, Syed Awais Shah est élu président, et Anthony Naveed vice-président. Le 26 février, Murad Ali Shah est reconduit ministre en chef pour un troisième mandat.
Les députés du PTI rejoignent les rangs du Sunni Ittehad Council. La commission électorale a confirmé la possibilité d'obtenir ces sièges, puisque le parti n'a pas présenté de liste pour les sièges réservés, bien que ça n'ait jamais eu lieu par le passé malgré les ralliements. Le doute subsiste puisque le parti n'a pas participé au scrutin. Le 4 mars, arguant que le parti n'a pas présenté de candidat lors du scrutin, ni publié la liste des candidats aux sièges réservés en décembre 2023, la commission électorale rejette la demande du SIC d'obtenir les sièges réservés et décide de les accorder aux autres partis.